# Špičkovina
 Špičkovina  falu Horvátországban Krapina-Zagorje megyében. Közigazgatásilag Zabokhoz  tartozik.

## Fekvése
Zágrábtól 25 km-re északra, községközpontjától  4 km-re keletre Horvát Zagorje és a megye déli részén fekszik. 

## Története
A mai falu területe a középkorban a zaboki birtok része volt. Zabok birtokként 1335-ben szerepel először írott forrásban Károly Róbert király adománylevelében, melyben megparancsolja Mikcs bánnak,  hogy a Zabok nevű birtokot Nuzlin fia Péternek adja át, mivel annak korábbi Sámson nevű birtokosa utódok nélkül halt meg. Az adományt 1345-ben Lajos király is megerősítette és utódaik a 15. századtól a birtok neve után a Zaboky nevet vették fel. Az utódok közötti felosztások során később a birtok újabb kisebb részekre osztódott. 1507-ben Varasd vármegye adóösszeírásában a falu önálló uradalmi központként szerepel "Spichko" alakban. A településnek 1857-ben 371, 1910-ben 627 lakosa volt. Trianonig Varasd vármegye Klanjeci járásához tartozott.  2001-ben 858 lakosa volt. 

## Külső hivatkozások
- Zabok hivatalos oldala
- A zaboki Szent Ilona plébánia honlapja